# Église pentecôtiste de sainteté de Wing Kwong
 (août 2023).
Si vous disposez d'ouvrages ou d'articles de référence ou si vous connaissez des sites web de qualité traitant du thème abordé ici, merci de compléter l'article en donnant les références utiles à sa vérifiabilité et en les liant à la section « Notes et références ».
L'église pentecôtiste de sainteté de Wing Kwong est une megachurch pentecôtiste située dans le quartier de Wong Tai Sin (district) à Hong Kong, et membre de l’Église pentecôtiste internationale de sainteté.

## Histoire
L'église a été fondée en 1977 à Hong Kong . En 2000, elle a fait la dédicace d’un nouveau bâtiment comprenant conçu par TaoHo Design . Le bâtiment a une hauteur de 60 mètres de haut avec une flèche de 45 mètres sur le toit, donnant à la structure une hauteur totale de 105 mètres, devenant la deuxième plus haute église d'Asie. En 2023, l'église compterait 6,000 membres.

## Distinctions
Le design de l'église a remporté un certificat de mérite de l'Institut des architectes de Hong Kong en 2000.